# Edoardo Zambanini
Edoardo Zambanini (ur. 21 kwietnia 2001 w Riva del Garda) – włoski kolarz szosowy.

## Osiągnięcia
Opracowano na podstawie:
2019
- 2. miejsce w Gran Premio Sportivi di Sovilla

2020
- 1. miejsce w klasyfikacji młodzieżowej Giro Ciclistico d’Italia

2022
- 4. miejsce w Tour de Hongrie
- 4. miejsce w Gran Piemonte

2024
- 3. miejsce w Tour of Antalya
- 3. miejsce w mistrzostwach Włoch (start wspólny)

## Rankingi
| Rok             | 2020  | 2021  | 2022 | 2023  | 2024 |
| --------------- | ----- | ----- | ---- | ----- | ---- |
| World Ranking   | 1644. | 1381. | 323. | 1155. | 113. |
| UCI Europe Tour | 1219. | 981.  | 260. | -     | 92.  |
|                 |       |       |      |       |      |
| Źródło: UCI     |       |       |      |       |      |